# Weiße Bohne
Die Weiße Bohne (Thracia phaseolina) ist eine Muschelart aus der Familie der Spatelmuscheln (Thraciidae).

## Merkmale
Das ungleichklappige Gehäuse wird bis 40 Millimeter lang. Die rechte Klappe ist stärker gewölbt und etwas größer. Es ist ungleichseitig, die Wirbel sitzen hinter der Mittellinie. Es ist im Umriss eiförmig. Der vordere Dorsalrand ist länger als der hintere Dorsalrand und setzt auch deutlich höher an. Der vordere Dorsalrand ist leicht konvex gerundet und geht ohne merkliche Kante oder Knick in den breit gerundeten Vorderrand über. Der hintere Dorsalrand ist fast gerade bis leicht konkav gekrümmt. Der Übergang zum leicht konvex gebogenen, abgestutzten Hinterrand ist deutlich gewinkelt. Der Hinterrand geht ebenfalls deutlich gewinkelt in den weit gerundeten Ventralrand über. Die beiden Klappen klaffen an beiden Enden.
Das externe Ligament ist ein kurzes, breites, dunkelbraunes Band hinter den Wirbeln. Der intern liegende dicke Teil sitzt in einer dreieckigen Grube. Das Schloss weist ein kurzes, vergleichsweise tiefes Lithodesma (Knorpelträger) vor dem Ligament auf, ist ansonsten zahnlos. Die Mantellinie ist eingebuchtet, die Bucht erreicht das hintere Ende des Ligamentgrube. Der ventrale Teil der Mantelbucht fällt nicht mit dem Mantelrand zusammen. Der vordere Schließmuskel ist dünn, der hintere dick.
Die weißliche Schale ist dünn und zerbrechlich. Die Ornamentierung besteht aus konzentrischen Linien, die sehr fein gekörnelt sind (nur unter dem Mikroskop sichtbar!). Die Körnelung ist am Hinterende etwas gröber. Der Innenrand des Gehäuses ist glatt. Das sehr dünne Periostracum ist hellbraun bis gelb; es ist meist abgerieben.
Rechte und linke Klappe des gleichen Tieres:

Rechte Klappe
Linke Klappe

## Geographische Verbreitung und Lebensraum
Das Verbreitungsgebiet der Art reicht von Island und Nordnorwegen bis Angola und den Kapverdischen Inseln. Sie kommt auch in der Nordsee und der westlichen Ostsee sowie im Mittelmeer und Schwarzen Meer vor. Nachgewiesen ist sie aus den Gewässern um Madeira.
Sie lebt eingegraben in schlickigen Sand, Sand oder sandigen Kies von der Gezeitenzone bis in etwa 70 Meter Wassertiefe. 

## Taxonomie
In der Literatur und z. T. auch noch auf neueren Internetseiten ist die Art auch noch unter Thracia papyracea (Poli, 1791) zu finden. Tellina papyracea Poli, 1791 (Dezember 1791) ist jedoch ein jüngeres Homonym von Tellina papyracea Gmelin, 1791 (vor Mai 1791) und deswegen ungültig. An seine Stelle tritt nun das nächst jüngere Synonym, das ist Amphidesma phaseolina Lamarck, 1818.

## Belege

### Online
- Marine Bivalve Shells of the British Isles: Thracia phaseolina (Lamarck, 1818) (Website des National Museum Wales, Department of Natural Sciences, Cardiff)
- Marine Species Identification Portal: Thracia papyracea (Poli, 1791)